# Józef Salcewicz

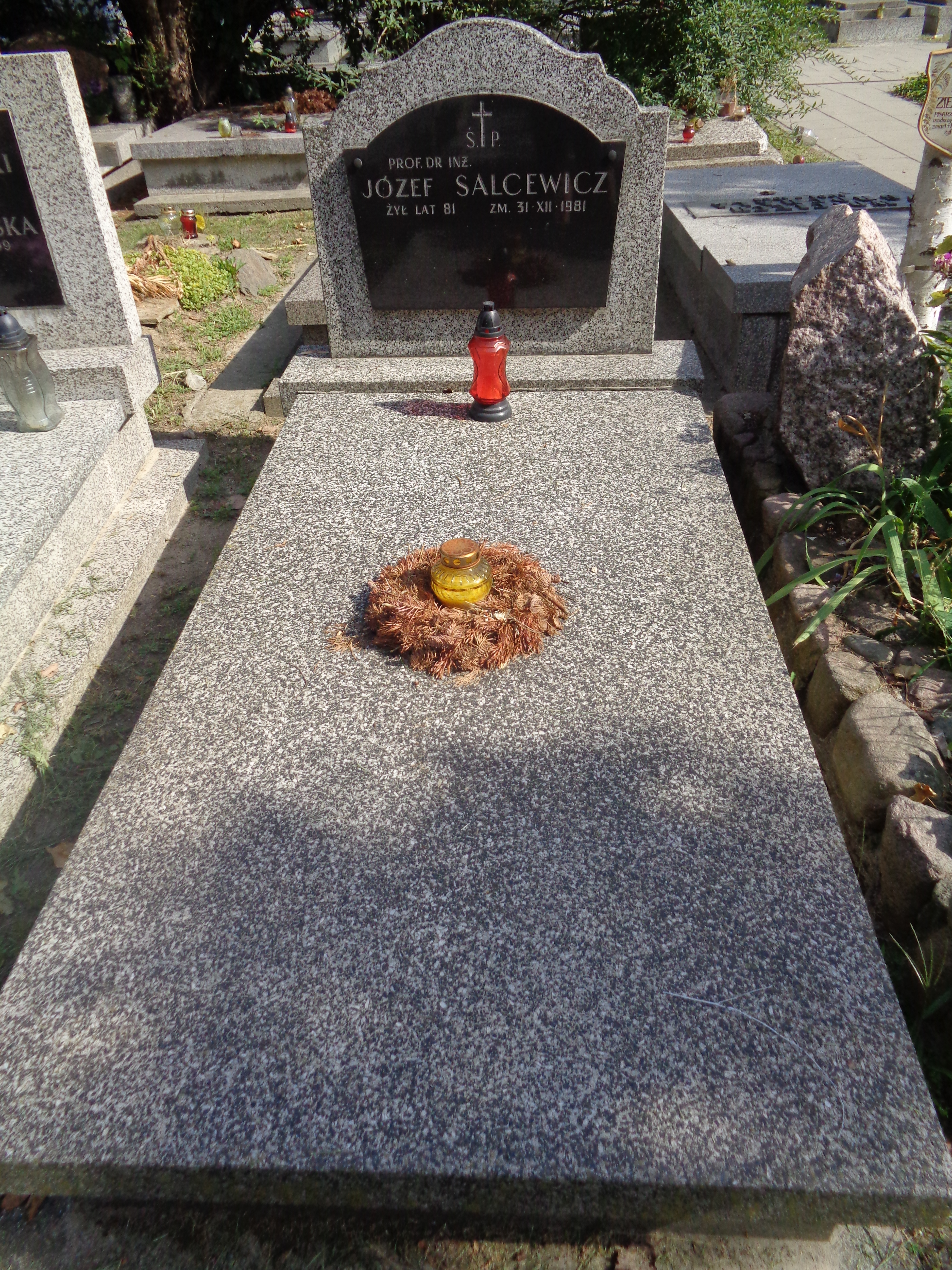
Grób Józefa Salcewicza na cmentarzu Wojskowym na Powązkach

Józef Salcewicz, ps. Feliks (ur. 26 lipca 1899 w Dowole, pow. dyneburski, zm. 31 grudnia 1981 w Warszawie) – polski działacz państwowy, wicewojewoda śląski (1945–1946), przewodniczący WK PPS w Katowicach (od 1946), wieloletni wiceminister PRL (1946–1958).

## Życiorys
Absolwent łotewskich szkół handlowych i wydziału chemii na Politechnice Warszawskiej, gdzie uzyskał dyplom inżyniera chemii. Był kierownikiem koksowni w hucie „Pokój” w Nowym Bytomiu (1937–1939), działaczem ruchu socjalistycznego – członkiem organizacji Polscy Socjaliści (1941–1942), PPS-Lewica (1943–1945), jednym z sygnatariuszy oświadczenia Centralnego Komitetu Ludowego uznającego Polski Komitet Wyzwolenia Narodowego za Tymczasowy Rząd RP, współredaktorem „Robotnika” – organu prasowego PPS–Lewica. Po udziale w powstaniu warszawskim został internowany w Oflagu II D Gross-Born.
Po wojnie pełnił funkcje pełnomocnika rządu na powiat kozielski i strzelecki. Od maja 1945 do października 1946 sprawował funkcję trzeciego wicewojewody śląskiego (z ramienia PPS). Był aktywnym działaczem PPS na Górnym Śląsku, zwolennikiem bliskiej współpracy z PPR. Od czerwca 1945 do kwietnia 1946 wiceprzewodniczący Wojewódzkiego Komitetu PPS w województwie śląskim, następnie jego przewodniczący. Od 26 kwietnia 1946 był posłem do Krajowej Rady Narodowej. Przez krótki okres (od 20 stycznia do 26 sierpnia 1946) pełnił obowiązki prezesa Śląskiego Związku Piłki Nożnej. Przez długi czas sprawował funkcję podsekretarza stanu w kolejnych rządach PRL. Był wiceministrem przemysłu (1946–1947), przemysłu i handlu (1947–1949), górnictwa (1950–1954), hutnictwa (1954–1957) i przemysłu ciężkiego (1957–1958). Wstąpił do Polskiej Zjednoczonej Partii Robotniczej. Od 1959 był wykładowcą chemii na Politechnice Gliwickiej.
Pochowany na cmentarzu Wojskowym na Powązkach w Warszawie (kwatera C37-7-7).

## Ordery i odznaczenia
- Krzyż Kawalerski Order Odrodzenia Polski (25 czerwca1946)[2]
- Złoty Krzyż Zasługi (18 stycznia 1946)[3]